# Henri Beau
Henri Beau (27. června 1863 Montréal – 15. května 1949 Montréal) byl francouzsko-kanadský impresionistický malíř. Vzhledem k dlouholetému pobytu ve Francii patřil ve své vlasti dlouho mezi spíše zapomenuté umělce. Jeho vdova se snažila malířovu pověst a reputaci posílit. Až po několika desetiletích od své smrti byl uměleckou kritikou zařazen mezi významné tvůrce. Napomohly tomu velké retrospektivy galeriemi Bernard Desroches v Montréalu v roce 1974 a Národním muzeem umění v Québecu roku 1987. Beau se vzdělával pod vedením francouzských malířů Josepha Chaberta (1831–1894), Léona Bonnata, Williama Adolpha Bouguereaua, Jeana Léona Gérôma a Pierra Puvise de Chavannese. Byl prvním z kanadských impresionistických malířů žijících v Paříži, který dosáhl úspěchu. Francouzská vláda mu udělila Řád akademických palem. Obdržel objednávky od umělecké komise baziliky Notre-Dame v Montréalu a vlády v Québecu. V letech 1921–1938 pracoval jako mimořádný archivář v pařížské odbočce Library and Archives Canada.

## Život

### Mládí
Henri Beau se narodil jako třetí dítě do rodiny majitele restaurace Charlese-Arsèna Beaua a manželky Marguerite-Clémentine rozené Hupé. Měl sedm bratrů a tři sestry. Jeho otec se narodil roku 1823 na tehdejším předměstí Paříže jménem Belleville. V roce 1848 odjel do New Yorku a roku 1858 se usadil v Montréalu, kde žil až do své smrti v roce 1894. Byl kuchařem a provozním manažerem v restauraci Beau, často a pravidelně navštěvované malířem Edmondem Dyonnetem (1859–1954). Někdy před rokem 1851 se Charles Beau oženil s jednadvacetiletou montréalskou dívku Margueritou Hupé, s níž se po čase odstěhoval do Montréalu. Kromě Henriho se umění věnoval i jeho bratr Paul (1871–1949), který byl umělecký kovář.

### Vzdělání

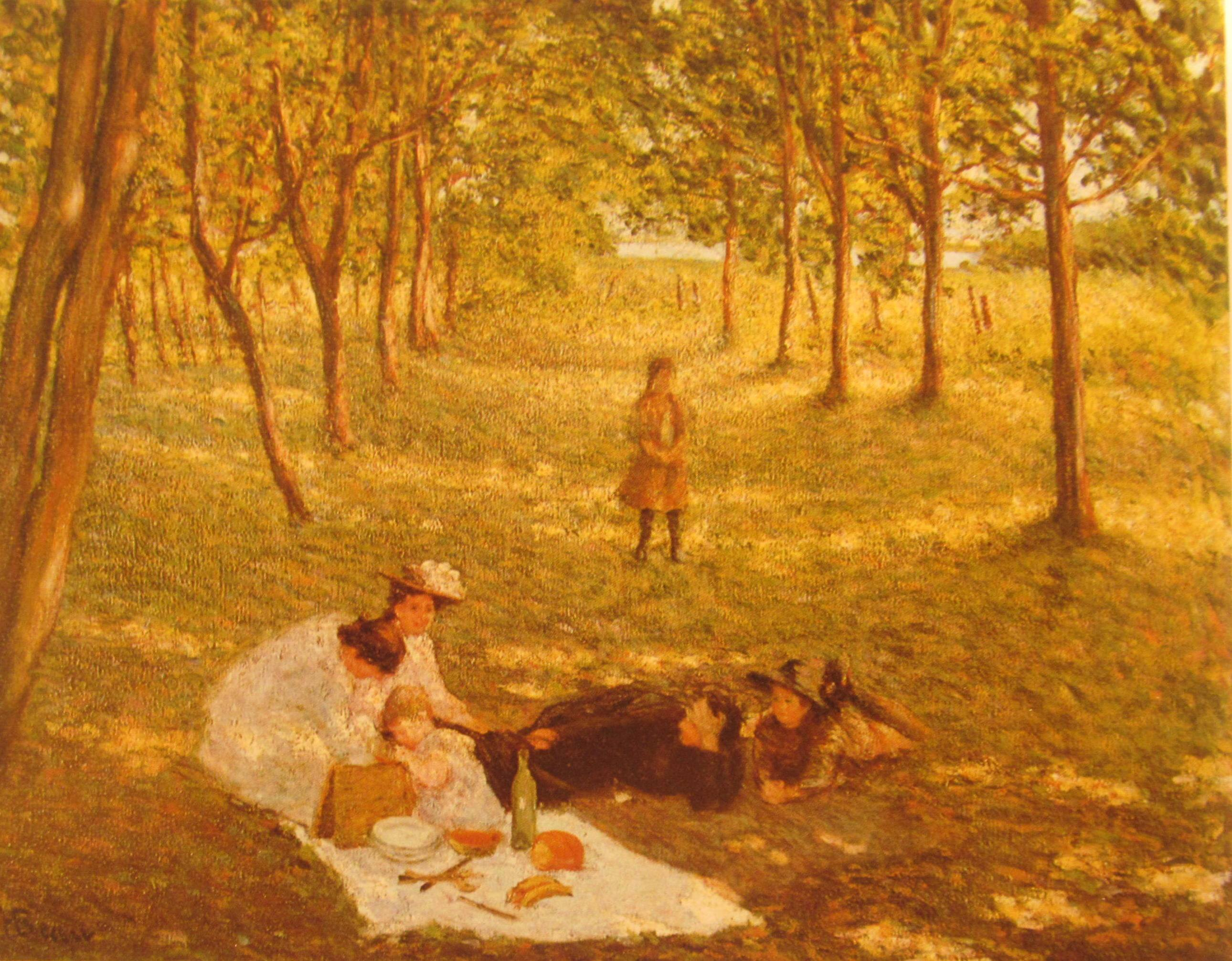
Piknik, kolem 1905

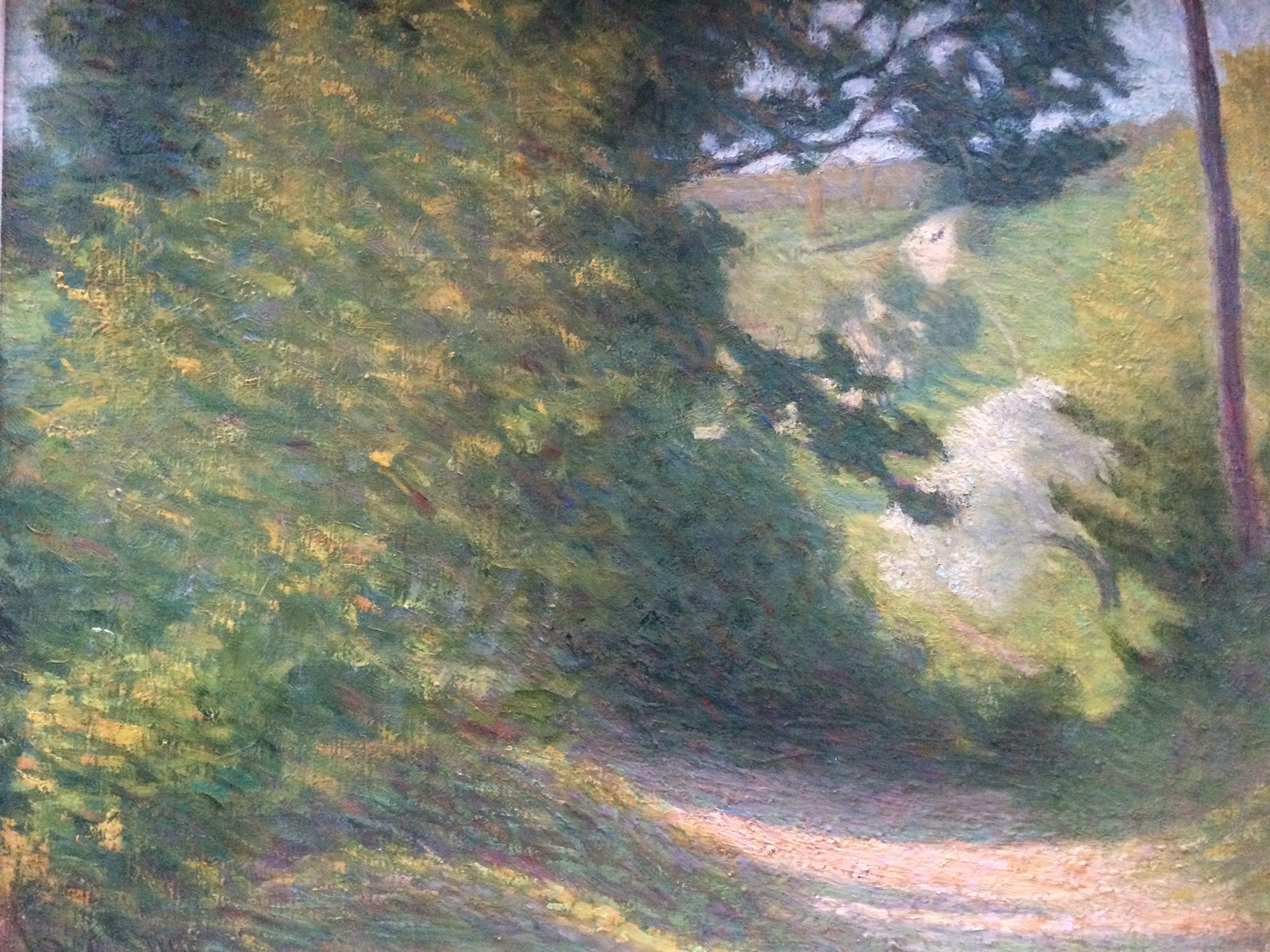
Cesta v létě, 1895

V roce 1881 studoval Henri Beau u abbého Josepha Chaberta, jenž vyučoval akademickému umění na Institut National des Beaux-Arts, Sciences, Arts et Métiers et Industrie (1871–1887), který založil s Jeanem Baptistem Pratem a několika dalšími sponzory. Marie Chantal Leblanc, která studovala dějiny umění na Université du Québec à Montréal u Lauriera Lacroixe, ve svých pamětech vzpomíná, že se Beau na studiích nejvíce přátelil s Josephem Charlesem Franchèrem (1866–1921), Ludgerem Larosem (1868–1915) a Charlesem Gillem (1871–1918). V roce 1884 odjel do USA, kde v San Francisku koloroval dřevoryty. Pak se usadil v Paříži, kde pokračoval ve studiích. V 90. letech zde začal vystavovat.
Beauova přítomnost v Paříži je zmíněna 21. července 1888 v časopise Paris-Canada, založeném roku 1884 za účelem podpory francouzsko-kanadských vztahů. Na Julianově akademii studoval u Williama Adolpha Bouguereaua, na École des Beaux-Arts u Jeana-Léona Gérôma. Gérôme vedl své žáky k samostatnosti a využíval svůj vliv, aby byla jejich díla přijata do Pařížského salonu. Beauovi rodiče nebyli zámožní, a tak si Henri, na rozdíl od mnoha svých kanadských vrstevníků, studujících v Paříži, musel na živobytí vydělávat malováním. Je známo, že v letech 1896–1900 kopíroval na zakázku jedenáct obrazů z Louvru. Z dopisu vdovy po Beauovi kurátorovi Národního muzea umění v Québecu Paulu Rainvillovi vyplývá, že Beau také navštěvoval Colarossiho akademii. Uvádí se rovněž, že studoval u Léona Bonnata a Pierra Puvise de Chavannes, kteří mu doporučili, aby se věnoval krajinomalbě.

### Umělecká kariéra

#### Rané roky

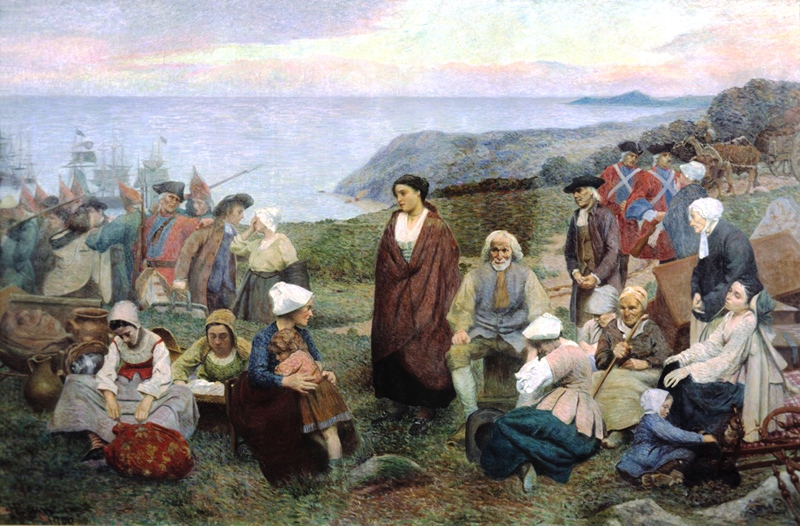
Deportace Akadijců, 1900

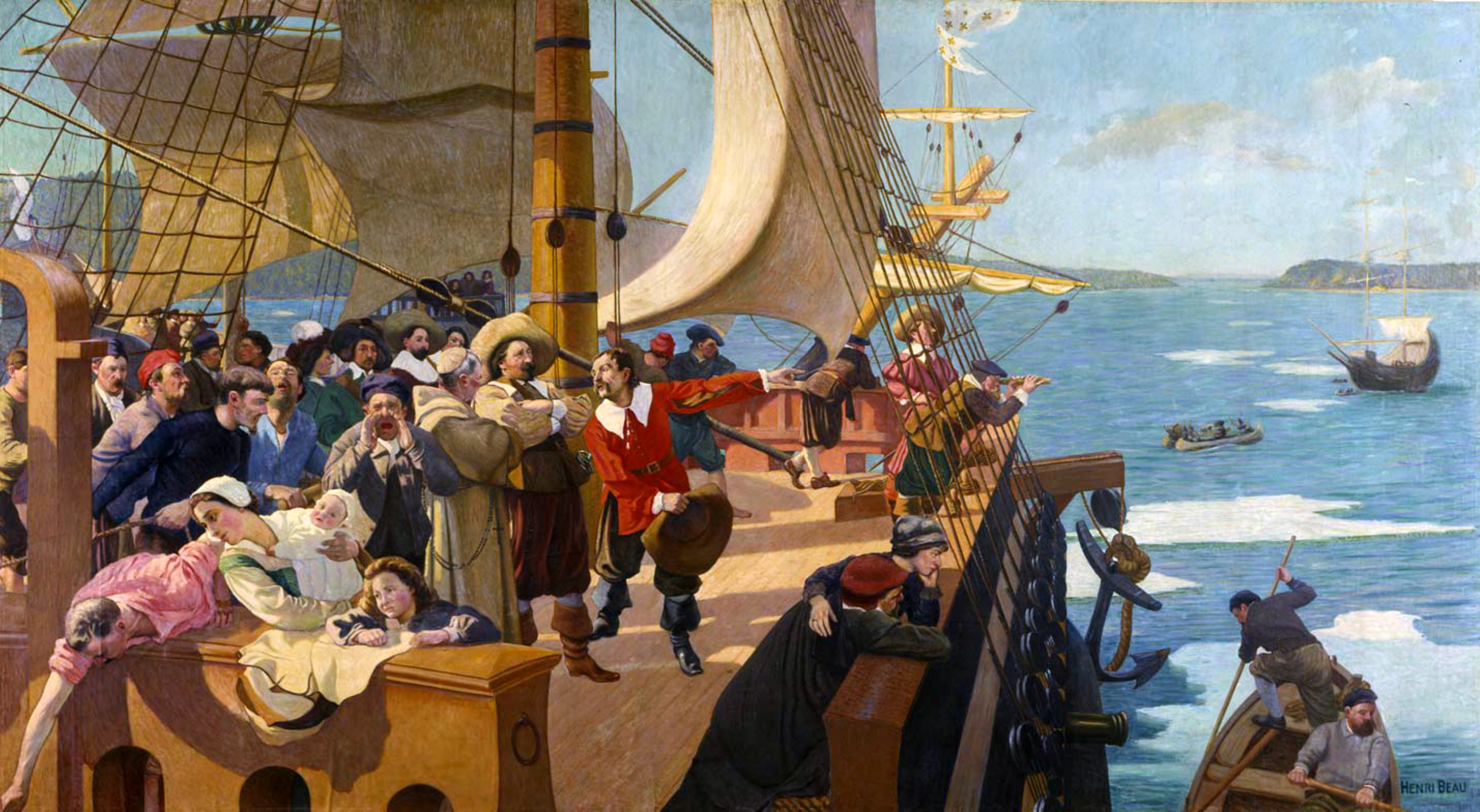
Champlainův příjezd do Québecu

V roce 1893 obdržel Beau od Alfreda-Léona Senneterra objednávku na obraz Svatba v Káni Galilejské, který měl být umístěný umístěný v kapli Sacré-Coeur v Bazilice Notre-Dame v Montréalu. Obraz dodal o rok později. Malba byla zničena 7. prosince 1978, když kapli zachvátil požár. Částka 500 kanadských dolarů, kterou za obraz udržel, mu umožnila další pobyt v Paříži, zvláště poté, co mu v roce 1894 zemřel otec. Jeho mecenášem byl i Sir William Cornelius Van Horne, jeden z prvních, který v Kanadě začal sbírat tvorbu impresionistických malířů a podporoval kanadské výtvarníky, kteří se školili v Paříži.
V roce 1902 obdržel Beau od kanadské vlády zakázku na obraz Příjezd Champlaina do Québecu, určenou pro legislativní radu. Malíř sice dostal 1300 dolarů, malba ale neušla kritice kvůli nepřesnostem historických reálií. Roku 1909 se nabídl, že vytvoří velký obraz zachycující první zasedání zákonodárného shromáždění v Québecu v roce 1792. Z administrativních důvodů k realizaci nedošlo. Zakázka pak byla svěřena Charlesi Huotovi (1855–1930). V červenci 1904 se Beau vrátil do Montréalu a od září 1905 do dubna 1906 působil jako profesor dějin umění na l'École Sarsfield. V roce 1906 maloval pro hotel Royal Alexandra ve Winnipegu, zbořeném v roce 1971. K zakázce se dostal díky bratru Paulovi, který spolupracoval s architektem hotelu Williamem Sutherlandem Maxwellem (1874–1952).

#### Působení v Public Archives of Canada
V této instituci, v roce 1987 přejmenované na National Archives of Canada, pracoval Beau v letech 1915–1938, kdy odešel do penze. 

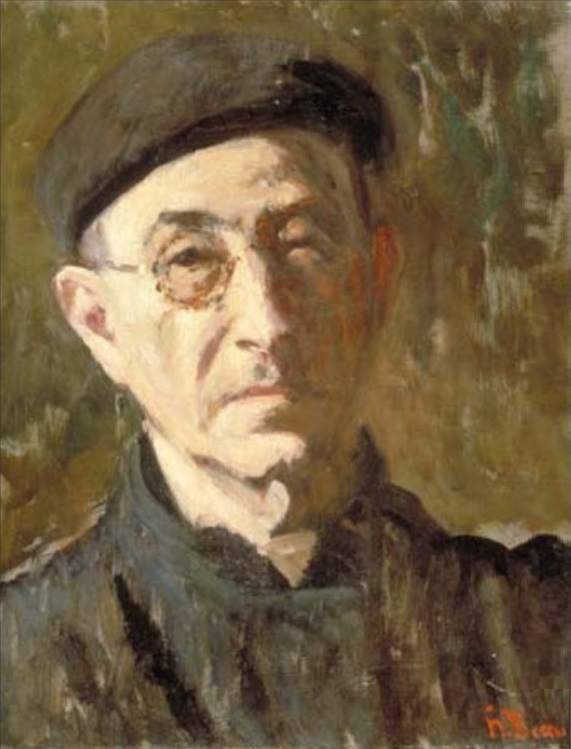
Autoportrét, mezi 1921–1932

 Nejdřív pracoval jako prozatímní kopista, v roce 1921 byl povýšen do funkce mimořádného archiváře, resp. oficiálního malíře, kterou zastával po zbytek své profesní kariéry. Náplní jeho práce bylo ilustracemi dokumentovat tradiční zvyky z civilní, vojenské a náboženské sféry se vztahem ke kanadské historii. Maloval také historické postavy spojené se založením Nové Francie. Většinou žil ve Francii, ale pracoval také pro mnoho kanadských zákazníků. Historikové umění se nicméně domnívají, že Beau svou uměleckou kariéru prací pro Archives ochudil, protože zakázky zahrnovaly náboženská, historická a politická témata, omezující a potlačující vnitřní kreativitu umělce jeho ražení.
V roce 1900 obdržel na pařížské světové výstavě bronzovou medaili za obraz Deportace Akadijců. Znázornil v něm násilné vystěhování obyvatel evropského původu z Akádie, k němuž došlo v roce 1755 na příkaz vlády britské kolonie Nové Skotsko.

### Osobní život
Beau se někdy před srpnem 1906 oženil. O jeho manželce se neví nic bližšího kromě zmínky v deníku malíře Ludgera Larose (1868–1915), že po svém muži pátrá. Někdy v té době ji opustil a navázal poměr s operní pěvkyní Marií Fertinelovou, se kterou se později, v roce 1946, oženil. Beau zemřel 15. května 1949 v Paříži. Je pochován na hřbitově v Rueil-Malmaison.

## Dílo
Na Beauově tvorbě se odráží jak vliv akademického školení u Chaberta, tak impresionismu, který se v době malířova pobytu v Paříži etabloval jako respektované umělecké hnutí. Inspiraci čerpal zejména u Pissarra a Moneta, ale také u jejich předchůdce Corota. Maloval převážně krajiny, ale také portréty, zejména své druhé manželky Marie. Náměty pro své obrazy si přivážel také z cest po Evropě. V posledním desetiletí svého života namaloval mnoho krajin z okolí vesnice Jaujac v departementu Ardèche. Jeho nejstarší dochovaný obraz pochází z roku 1891. V roce 1907 poprvé vystavoval na Podzimním salonu. V průběhu let 1902–1937 vystavoval pravidelně na Salonu nezávislých a Société Nationale des Beaux-Arts.

### Odkaz
Po Beauově úmrtí usilovala vdova a několik jeho přátel, aby se jeho jméno dostalo do povědomí kanadského dějepisu umění. Pokoušeli se zainteresovat Kanadskou národní galerii a Národní muzeum umění Québecu k nákupu většího počtu jeho obrazů. V roce 1956 darovala vdova muzeu deset jeho děl. Roku 1974 zakoupila od vdovy malířovu pozůstalost Galerie Bernard Desroches. Velká většina Beauových prací je uložena v instituci Library and Archives Canada. O Beauovi bylo známo, že některé své impresionistické obrazy maloval pro svou soukromou sbírku.

### Výstavy za malířova života (výběr)
- Salon des Champs-Elysées, Paříž, 1893–94
- Salon du Champs-de-Mars, Paříž, 1893
- L'Exposition Universelle, Paříž, 1900
- Pan-American Exposition, Buffalo, 1901
- Salon nezáviských, Paříž, 1897, 1903
- Universal Exposition, St. Louis, 1904
- Montreal Art Association Salon, 1905

### Posmrtné výstavy (výběr)
- Salon nezávislých, Paříž 1950, vystaveno šest obrazů
- Galerie Bernard Desroches, Montréal, 1974 – retrospektiva
- Musée national des beaux-arts du Québec, 1987
- Henri Beau, kanadský impresionistický malíř, Galerie Cazeault, Montréal, 2020